# Direkt
Direkt je deseti album hrvatskog pjevača Borisa Novkovića koji sadrži 11 pjesama. Objavljen je 2000. godine.

## Pjesme
1. "U tvome tijelu"
2. "S tobom je drugačije"
3. "Sve je manje prijatelja"
4. "Pahulja na dlanu"
5. "Poljubi me"
6. "Čaša vina"
7. "Prevara"
8. "Budi tu"
9. "Svaki put"
10. "Gore iznad oblaka"
11. "Ljubav u miljama"